# Primnoisis formosa
Primnoisis formosa är en korallart som beskrevs av Gravier 1913. Primnoisis formosa ingår i släktet Primnoisis och familjen Isididae. Inga underarter finns listade i Catalogue of Life.